# Климова, Диана Андреевна
Диана Андреевна Климова (род. 8 октября 1996) — российская  велогонщица, выступающая на шоссе за команду BTC CITY Ljubliana Zhiraf Ambedo и треке за команду Marathon-Tula. Чемпионка Европы, Победитель и призер Кубков Мира, Чемпионатов Европы и Европейских игр.

## Достижения

### Трек
2014
Чемпионат России
2-я в гонке Омниум
2-я в командной гонке преследования на 4000м
Чемпионат Европы
2-я в гонке скретч
3-я в групповой гонке по очкам
2016
Чемпионат России
 Мэдисон (с Марией Авериной)
 Командная гонка преследования 4000 м (с Александрой Чекиной, Анастасией Яковенко, Анастасией Чулковой и Марией Авериной)
Кубок Мира
3-я в Мэдисон (с Марией Авериной)
2017
Чемпионат России
 Командная гонка преследования на 4000м
 Омниум
 Мэдисон в паре в Марией Петуховой
Чемпионат Европы
2-я Мэдисон в паре с Марией Петуховой
2018
Чемпионат России
 Мэдисон в паре с Марией Новолодской
Чемпионат Европы
 гонка по очкам 
 Мэдисон в паре с Марией Новолодской
Чемпионат России
 Мэдисон (с Гульназ Бадыковой)
 командная гонка преследования 4000 м (Александрой Чекиной, Анастасией Чулковой, Натальей Студеникиной и Галиной Стрельцовой)
 омниум
Чемпионат Европы
 мэдисон (с Гульназ Бадыковой)
2019
Чемпионат России
 Скрэтч
 Гонка по очкам 100 кругов
Европейские игры
 мэдисон (c Марией Новолодской)
Кубок Мира
3-я в скретч https://marathoncycling.com/novosti/diana-klimova-prizer-vtorogo-etapa-kubka-mira-v-glazgo
2020
Чемпионат России
3-я в Омниуме
2-я в Мэдисон в паре с Тамарой Дроновой
Чемпионат Европы
 мэдисон (c Марией Новолодской)
2021
Участница ОИ 2020 (запас) https://olympics.com/ru/athletes/diana-klimova
https://marathoncycling.com/novosti/chetyre-sportsmena-marathon-tula-voshli-v-sostav-sbornoy-rossii-na-olimpiadu-2020

### Шоссе
2020
 Чемпионка России в групповой гонке
2021
3-я Чемпионат России — индивидуальная гонка